# ديك شولتز
ديك شولتز (بالإنجليزية: Dick Schulz)‏ مواليد 03 يناير 1917 - الوفاة 26 يونيو 1998، كان لاعب كرة سلة أمريكي. بدأ مسيرته الاحترافية في سنة 1942. بلغ طوله 6 قدم 2 بوصة (1.9 م). اعتزل اللعب في 1950.

## المسيرة الاحترافية
لعب مع بالتيمور باليتس في موسم 1947–48 ، ثم لعب مع واشنطن كابيتولز من سنة 1948 إلى 1950، ثم لعب مع أتلانتا هوكس في موسم 1949–1950.

## روابط خارجية
- ديك شولتز على موقع إن بي أي (الإنجليزية)
- ديك شولتز على موقع سبورتس رفرنس (الإنجليزية)
- ديك شولتز على موقع ريلجم (الإنجليزية)
- ديك شولتز على موقع بروبوليرز (الإنجليزية)
- ديك شولتز على موقع سبورتس رفرنس (الإنجليزية)